# 列齒亞綱
列齒亞綱（學名：Taxodonta），舊作列齿目或多齒目:38，原是瓣鳃纲之下的一個分類元，現時已棄用。

## 分類
舊屬本目/本亞綱的分類：
- 魁蛤科 Arcidae Lamarck, 1809[1]：今屬翼形亞綱魁蛤目
- 银锦蛤科 Nuculidae Gray, 1824：今屬原鰓亞綱银锦蛤目
- 缝栖蛤科 Glycimeridae：今作Hiatellidae，屬異齒亞綱真異齒下綱之下的地位未定分類

## 參看
- 瓣鳃类 (Autolamellibranchiata 或 Lamellibranchia)[3]
- 隱齒目 (Cryptodonta)：亦作隐齿亚纲。
- Isofilibranchia：包括Mytiloida。
- 新栉齿目 Neotaxodonta Korobkov, 1954[3]
- 古列齒亞綱